# Mark Knopfler
Mark Freuder Knopfler (Glasgow, Škotska, 12. kolovoza 1949.), britanski gitarist, pjevač, skladatelj te producent.

## Životopis
Knopfler je rođen u Glasgowu kao dijete Engleskinje Luise Mary, te Erwina Knopflera, Mađara židovskog podrijetla koji je zbog toga otišao iz Mađarske 1939. Nakon 7. godine Markova života, obitelj mu seli u Newcastle. U Newcastleu pohađa Gosforth Grammar School. Tijekom školovanja, 1960-ih osniva svoj prvi sastav, a sa 16 godina bilježi prvi nastup na TV-u.
Studij novinarstva počinje 1967. na Sveučilištu Harlow u istoimenom gradu. Sljedeće godine počinje raditi kao novinar u Yorkshire Evening Postu. Pisao je uglavnom izvješća s koncerata te glazbene kritike. Ipak, studij nastavlja i diplomira 1973. u Leedsu, ali kao student engleskog jezika. U Leedsu zajedno sa Steveom Phillipsom snima svoju prvu pjesmu "Summer's Coming My Way".
Nakon diplomiranja, sredinom 1970-ih seli u London. Javlja se na audiciju sastava Brewer's Droop s kojim je svirao 2 mjeseca, te upoznao Picka Withersa, budućeg bubnjara Dire Straitsa. Nakon što je napustio Brewer's Droop, počinje raditi kao predavač na Sveučilištu Loughton. U to vrijeme u London dolazi i njegov brat David (također gitarista), koji je podstanarski stan dijelio s Johnom Illsleyjem. Uoči lokalnog nastupa tadašnjeg Markova sastava, Café Racersa, razbolijeva se basista, kojega je na Markovu zamolbu zamijenio Illsley. Suradnja Marka, Johna i Davida se uspješno nastavila, a posebno nakon što je Mark za bubnjara pozvao Picka Withersa. Na prijedlog klavijaturiste Mikea O'Neilla Café Racers postaju Dire Straits.

## Vrijeme Dire Straitsa
Knopfler je poznat ponajviše kao 'glas i gitara' Dire Straitsa, čije je sve pjesme napisao. U skoro dva desetljeća djelovanja sastava zajedno su objavili 6 studijskih, 3 albuma uživo i kompilacije, 23 singla te mnoge uspješne turneje. Zadnja turneja bila je On the night nakon koje je sastav prestao s radom. Prije konačnog raspuštanja, objavili su zadnji album Live at the BBC koji je izdan da bi odradili svoj ugovor s izdavačkom kućom Vertigo Records.
Brothers in Arms je inače bio prvi album uopće koji je snimljen u potpunosti digitalno. 

## Samostalna karijera
Nakon vrlo uspješne karijere s Dire Straitsima, nakon turneje On the Night definitivno je odlučio poći svojim putem kao samostalan glazbenik, prije svega jer se želio dokazati kao umjetnik. Solo radovi Knopfleru nisu bili strani budući je, dok je bio u Dire Straitsima, simultano snimao glazbu za filmove, producirao albume poznatih glazbenika poput Bob Dylana i Tine Turner, a također je sudjelovao u jednokratnim glazbenim projektima (kao pri formiranju sastava 'The Notting Hillbilies'). Njegov stil bi se mogao opisati kao klasični rock s vidnim utjecajem country glazbe, elementima irske i škotske narodne glazbe te s blagim blues štihom.
Kao samostalan glazbenik postiže umjeren komercijalan uspjeh, dok su njegovi albumi vrlo dobro primljeni kod Dire Straits publike. Sam Knopfler uživa visok ugled kao jedan od najboljih svjetskih gitarista (27. na Rolling Stoneovoj listi) i rock skladatelja. Dodijeljeni su mu počasni doktorati glazbenika Sveučilišta u Newcastleu i Sveučilišta u Sunderlandu. Primio je i počasno odličje britanskoga carstva 1999.
Mark Knopfler je održao brojne koncerte diljem svijeta ostvarujući vrlo visoku posjećenost. U Zagrebu je održao dva koncerta. U sklopu turneje Kill to Get Crimson nastupio je 9. lipnja 2008. u Domu sportova, te u sklopu promotivne turneje albuma Privateering 5. svibnja 2013. u zagrebačkoj Areni.

## Diskografija
Mark Knopfler je s Dire Straitsima objavio 6 studijskih albuma, a u samostalnoj karijeri objavio 10 studijskih i 9 albuma filmske glazbe, te ostvario mnoštvo drugih glazbenih suradnji s eminentnim glazbenicima kao što su Emmylou Harris, Guy Fletcher, Chet Atkins, Tina Turner, Eric Clapton, Sting i mnogi drugi.

### S Dire Straitsima
| - Dire Straits 1978. - Communiqué 1979. - Making Movies 1980. | - Love Over Gold 1982. - Brothers in Arms 1985. - On Every Street 1991. |

### Studijski albumi
| - Golden Heart, 1996. - Sailing to Philadelphia, 2000. - The Ragpicker's Dream, 2002. - Shangri-La, 2004. - Kill to Get Crimson, 2007. | - Get Lucky, 2009. - Privateering, 2012. - Tracker, 2015. - Down the Road Wherever, 2018. - One Deep River, 2024. |

### Filmska glazba
| - Local Hero, 1983. - Cal, 1984. - Comfort and Joy, 1984. - The Princess Bride, 1987. - Last Exit to Brooklyn, 1989. | - Wag the Dog, 1998. - Metroland, 1998. - A Shot at Glory, 2001. - Altamira, 2016. |

### Kompilacije
- Screenplaying, 1993.
- Private Investigations: The Best of Dire Straits & Mark Knopfler, 2005.

### Ostali albumi i EP
| - The Booze Brothers, Brewers Droop 1989. - Missing...Presumed Having a Good Time, The Notting Hillbillies, 1990. - Neck and Neck, Chet Atkins, 1990. - The Trawlerman's Song, 2005. | - One Take Radio Sessions, 2005. - All the Roadrunning (s Emmylou Harris), 2006. - Real Live Roadrunning (s Emmylou Harris), 2006. |

## Vanjske poveznice
- Službena stranica Marka Knopflera
- Autorizirani životopis Marka Knopflera  Arhivirana inačica izvorne stranice od 20. ožujka 2014. (Wayback Machine)
- Mark Knopfler u internetskoj bazi filmova IMDb-u (engl.)
- Mark Knopfler na Allmusicu